# Zhou Ping
Zhou Ping (Dalian, China, 22 de abril de 1968) es una gimnasta artística china, medallista de bronce olímpica en 1984 en la prueba por equipos.

## 1984
En los JJ. OO. de Los Ángeles gana el bronce en el concurso por equipos, tras Rumania (Oro) y Estados Unidos (plata), siendo sus compañeras de equipo: Chen Yongyan, Ma Yanhong, Wu Jiani, Huang Qun y Zhou Qiurui. 